# Takáts Rafael
Takáts Rafael (Gyöngyös, 1748 körül – Szécsény, 1820. augusztus 30.) ferences rendi szerzetes, nyomdász, kiadó, szakíró.

## Életútja
Szent Ferenc-rendi szerzetes és plébános volt Dorozsmán a XVIII. század végén; a könyvnyomtatással is foglalkozott; ezért pert akasztottak a nyakába, mely 1794-től 1800-ig tartott. A kézisajtót 1787-ben ingyen kapta Ambró Ferenc váci nyomdásztól, a szükséges betűkészletet 1788-90-ben a budai egyetemi nyomdától szerezte meg. A nyomtatást 1790-ben Padén, egy bánáti kis helységben kezdette meg, ahol a plébánost helyettesítette. Saját «Toldalék»-ján kívül, mindössze 19 többnyire apró nyomtatványt készített és ingyen osztogatta Pádén, ahol a gyermekek oktatásával is foglalkozott. A szógyűjtésen kívül könyvek fűzésével és kötésével is foglalkozott. 1793. június 25-étől helytartótanácsi rendelet a könyvnyomtatás gyakorlását hatósági engedélyhez kötötte; Takátsot figyelmeztették a tilalomra, de ő, aki akkor Lőrincin Dobrinczky György plébános mellett mint káplán működött, a felszólításnak nem tett eleget. 1795. április 19-én Takátsnál házkutatást tartottak és Zerdahelyi Gábor váci nagyprépost áthelyezte Kerekegyházára. 1798-ban újabb följelentés érkezett Takáts ellen, aki időközben Csongrádra, innét Hódmezővásárhelyre, majd végül Dorozsmára került Dianovszky plébános mellé. 1798. április 2-án újabb házkutatást tartottak nála; ekkor Toldalék c. munkája 60 példányát, nyomtató asztalát és betűkészletét lefoglalták. Később, midőn Dorozsmára visszatért, a lefoglalt nyomdakészletet tartalmazó ládákat feltörte és a készletet magával vitte Szabadkára. Takáts a helytartótanács zaklatásai miatt kézisajtóját megsemmisítette; erre 1810. június 17-én a vizsgálatot ellene megszüntették.

## Munkája
- Toldalék a Páriz-Pápai-szótárhoz. Hely és év n. (Saját kézi sajtóján nyomatta. Három példánya ismeretes: egyik a Nemzeti Múzeumban 4-rét, másik Szüry Dénesnél, a harmadik Széll Farkasnál 8-rét.)